# لون الفردوس (فلم)
صبغة الله او لون الفردوس (بالإنجليزية: The color of paradise) (بالفارسية: رنگ خدا) فيلم إيراني إنتاج عام 1999 واخراج مجيد مجيدي

## قصة الفيلم
يحكي قصة صبي أعمى في الثامنة من عمره يقضي إجازته الدراسية مع جدته وأختيه ووالده الذي يبدو متبرما من هذا الوضع منشغلا عن ولده بمشاريعه الخاصة وهو أرمل تعيس في حياته التي أمضاها في شقاء، وهو يعمل في الغابة في معمل للفحم ثم يقوم الوالد بخطبة فتاة من قرية مجاورة ولكن قبل موعد الزواج يغير أهلها رأيهم ويعيدون له هداياه وهذا يشكل صدمة له، ثم يقرر في لحظة ما التخلص من ابنه الضرير نهائيا ففي طريق عودته مع ابنه يتحايل الأب عليه فيهرب ويتركه وحيدا تائها وسط الغابة. لكن صحوة ضمير تجعله يعود أدراجه ليصحب ابنه الغافل عما حصل معه، ثم يرسل الوالد ابنه إلى صاحب منجرة وهو ضرير أيضا ليعلمه النجارة وبعد فترة يرجع الاباء لارجاع ابنه ولكن في طريق العودة ينكسر الجسر الخشبي فيسقط الولد والحصان 

## وصلات خارجية
- مقالات تستعمل روابط فنية بلا صلة مع ويكي بيانات

- لون الفردوس على قاعدة بيانات الأفلام على الإنترنت